# Betty Okino
Elizabeth Anne Okino, detta Betty (Entebbe, 4 giugno 1975), è un'ex ginnasta e attrice statunitense.
Nata in Uganda, ha madre rumena e padre ugandese.

## Palmarès

### Olimpiadi
- 1 medaglia:
  - 1 bronzo (Barcellona 1992 nel concorso a squadre)

### Mondiali
- 3 medaglie:
  - 2 argenti (Indianapolis 1991 nel concorso a squadre; Parigi 1992 nelle parallele asimmetriche)
  - 1 bronzo (Indianapolis 1991 nella trave di equilibrio)

## Filmografia parziale

### Cinema
- Creature Unknown, regia di Michael Burnett (2004)
- Æon Flux - Il futuro ha inizio (Æon Flux), regia di Karyn Kusama (2005)

### Televisione
- Undressed (1999; 1 episodio)
- Popular (1999; 1 ep.)
- Nikki (2000-2001; 3 ep.)
- Sabrina, vita da strega (2001; 1 ep.)
- Tutti odiano Chris (2005; 1 ep.)